# Panulirus gracilis
Panulirus gracilis is een tienpotigensoort uit de familie van de Palinuridae. De wetenschappelijke naam van de soort is voor het eerst geldig gepubliceerd in 1871 door Streets.